# Rubus myricae
Rubus myricae är en rosväxtart som beskrevs av Wilhelm Olbers Focke. Rubus myricae ingår i släktet rubusar, och familjen rosväxter.

## Underarter
Arten delas in i följande underarter:
- R. m. virescens
- R. m. scoparius
- R. m. pergracilis
- R. m. soricinensis
- R. m. glareosus
- R. m. subtilis
- R. m. festinus
- R. m. virescens
- R. m. pervirescens
- R. m. glandulifer
- R. m. rotundatus